# Bathyphysa conifera
Bathyphysa conifera é uma espécie batipelágica de sifonóforo da família Rhizophysidae. Encontrada no norte do Oceano Atlântico, ao largo da costa sudoeste da África Austral e da Califórnia, a espécie recebeu o apelido de Monstro do Espaguete Voador, em referência a uma divindade satírica de mesmo nome, devido à sua semelhança visual.
Trata-se de uma espécie colonial, composta por múltiplos zooides que formam uma unidade funcional. Cada zooide desempenha uma função específica, como alimentação, locomoção ou reprodução. Com seus tentáculos, a espécie pode atingir vários metros de comprimento. Seus tentáculos são equipados com cnidoblastos, que proporcionam uma picada usada para defesa contra predadores e captura de presas. Carnívora, como outros sifonóforos, alimenta-se de pequenos crustáceos e até peixes pequenos.

## Nome
Bathyphysa conifera foi apelidada de Monstro do Espaguete Voador por trabalhadores da indústria petrolífera que a avistaram em 2015, devido à semelhança com a divindade satírica da internet. O nome específico conifera, que significa "portador de cones", refere-se à forma do conjunto de estruturas reprodutivas chamadas gonóforos [en]. Em japonês, é chamada de マガタマニラ / まがたまにら / 勾玉韮, que significa "cebolinha de joia". Em chinês, o apelido "Monstro do Espaguete Voador" é traduzido como 飞行的面条怪兽, que significa "monstro de macarrão voador".

## Distribuição
Bathyphysa conifera foi registrada no nordeste e noroeste do Oceano Atlântico, ao largo da costa do Gabão, até o sul, em Angola, e na baía de Monterey, no Oceano Pacífico. A espécie foi registrada em águas de temperaturas quentes.

## Descrição

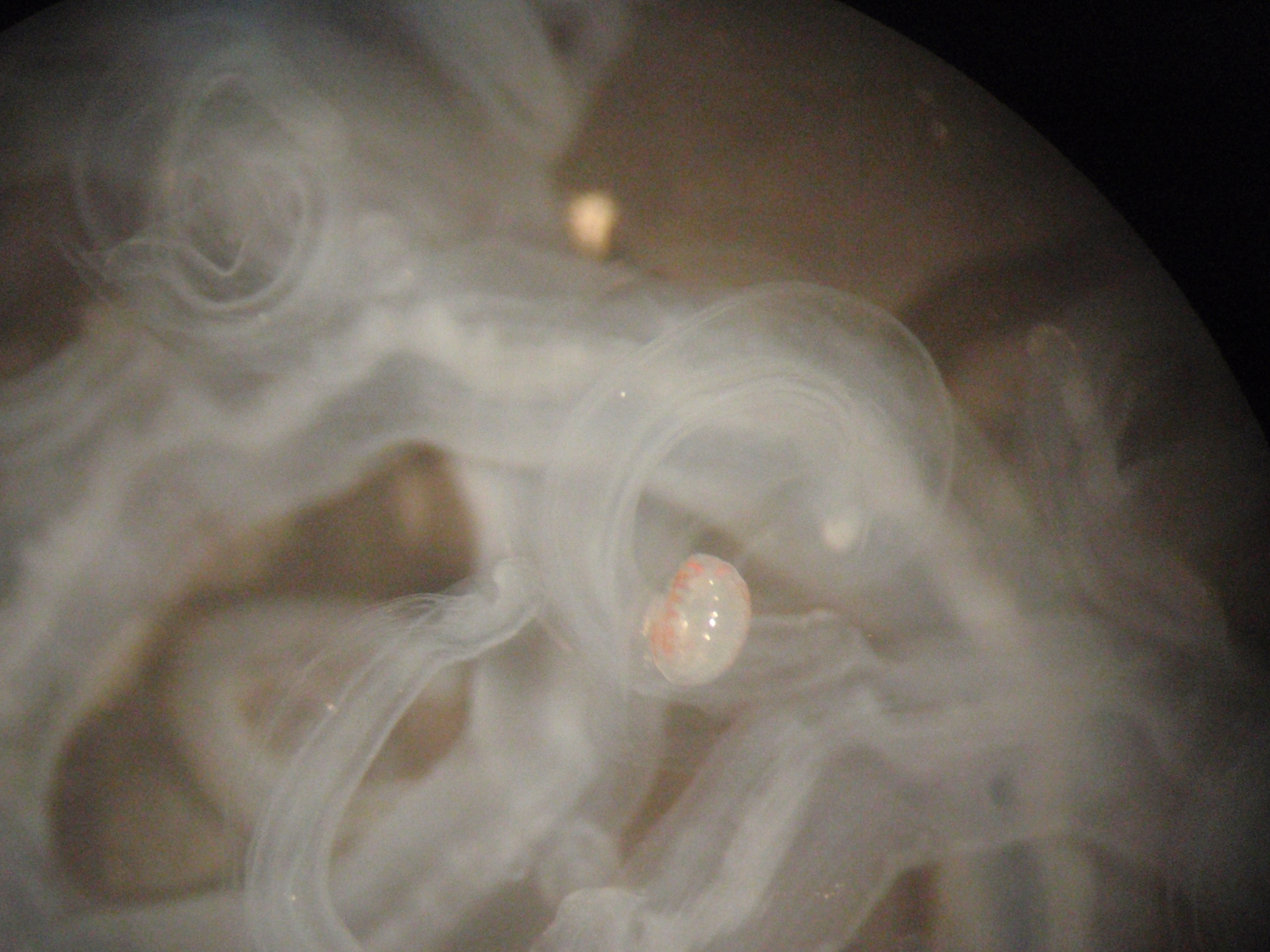
Vista aproximada de B. conifera.

Embora Bathyphysa conifera pareça um organismo individual, cada exemplar é, na verdade, um organismo colonial composto por medusoides e pólipos zooides, que são morfologicamente e funcionalmente especializados. Esses zooides são unidades multicelulares que se desenvolvem a partir de um único óvulo fertilizado, formando colônias funcionais capazes de se reproduzir, digerir, flutuar e manter a posição corporal.
Possui um plano corporal do tipo Cystonectae, caracterizado por um pneumatóforo, ou flutuador, e um sifossoma, uma linha de pólipos, mas sem nectossoma, ou medusas de propulsão. Sem propulsão, B. conifera se move por contração e relaxamento do caule corporal. Difere de membros do gênero Rhizophysa [en] pela presença de "asas" laterais nos gastrozooides jovens, que são pólipos de alimentação. É distinta de outros membros do gênero Bathyphysa [en], pois seus tentáculos não possuem ramos laterais, ou tentilas. As tentilas são consideradas ancestrais em sifonóforos, e B. conifera provavelmente perdeu essa característica, assim como Apolemia [en]. Seus tentáculos possuem células urticantes chamadas cnidoblastos, que são haplonemas, de espessura uniforme, e apresentam um único tamanho de isorrizas, ou cnidoblastos de ancoragem.
O animal, incluindo os tentáculos, tem vários metros de comprimento. Os pólipos de alimentação são rosados quando jovens, antes de desenvolverem tentáculos. Um pólipo de alimentação maduro é amarelo e possui um único tentáculo.
As colônias são unissexuais e se reproduzem por reprodução assexuada incompleta. Pouco se sabe sobre a reprodução de B. conifera. O desenvolvimento inicial de cistonectos também é pouco conhecido. Geralmente, sifonóforos iniciam a vida como um zigoto unicelular, que se divide e cresce formando um único pólipo chamado protozooide. O protozooide então se divide por gemulação em todos os zooides da colônia. Esses zooides são homólogos a animais individuais, mas estão conectados fisiologicamente uns aos outros.

## Ecologia
Como muitos sifonóforos, B. conifera é carnívora. Sua dieta típica inclui diversos copépodes, pequenos crustáceos e peixes pequenos. Foi observada consumindo um peixe da família Myctophidae.
Uma espécie de peixe da família Caristiidae e do gênero Caristius [en] apresenta uma associação aparentemente mutualística com B. conifera, usando-a como abrigo, aproveitando suas presas e, possivelmente, alimentando-se do próprio hospedeiro, enquanto protege a colônia de parasitas anfípodes, como Themisto [en].